# Lake13

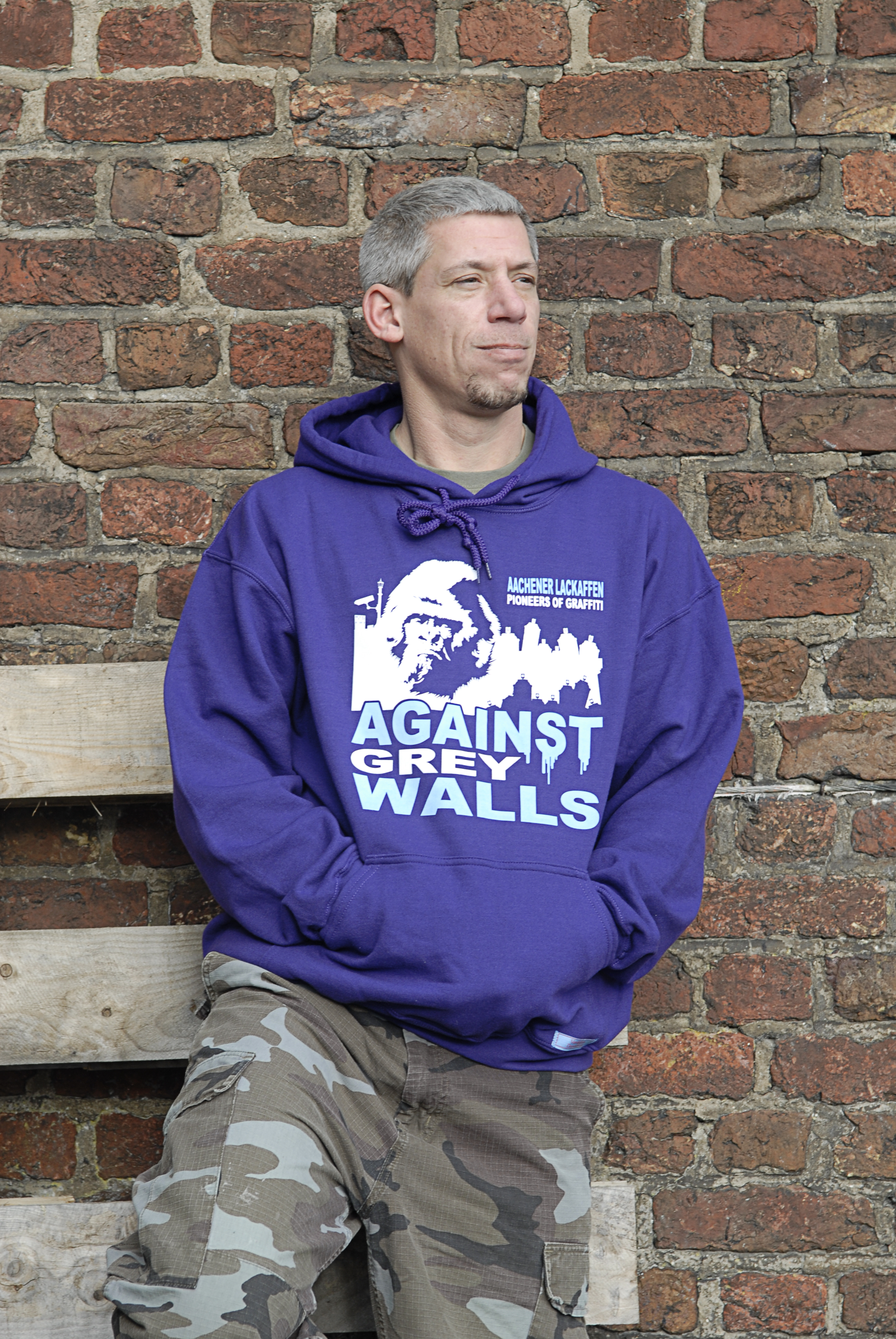
Lars Kesseler aka Lake13

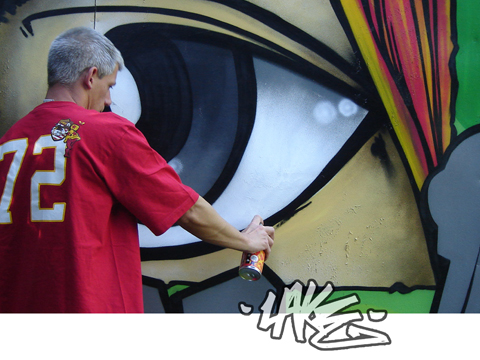

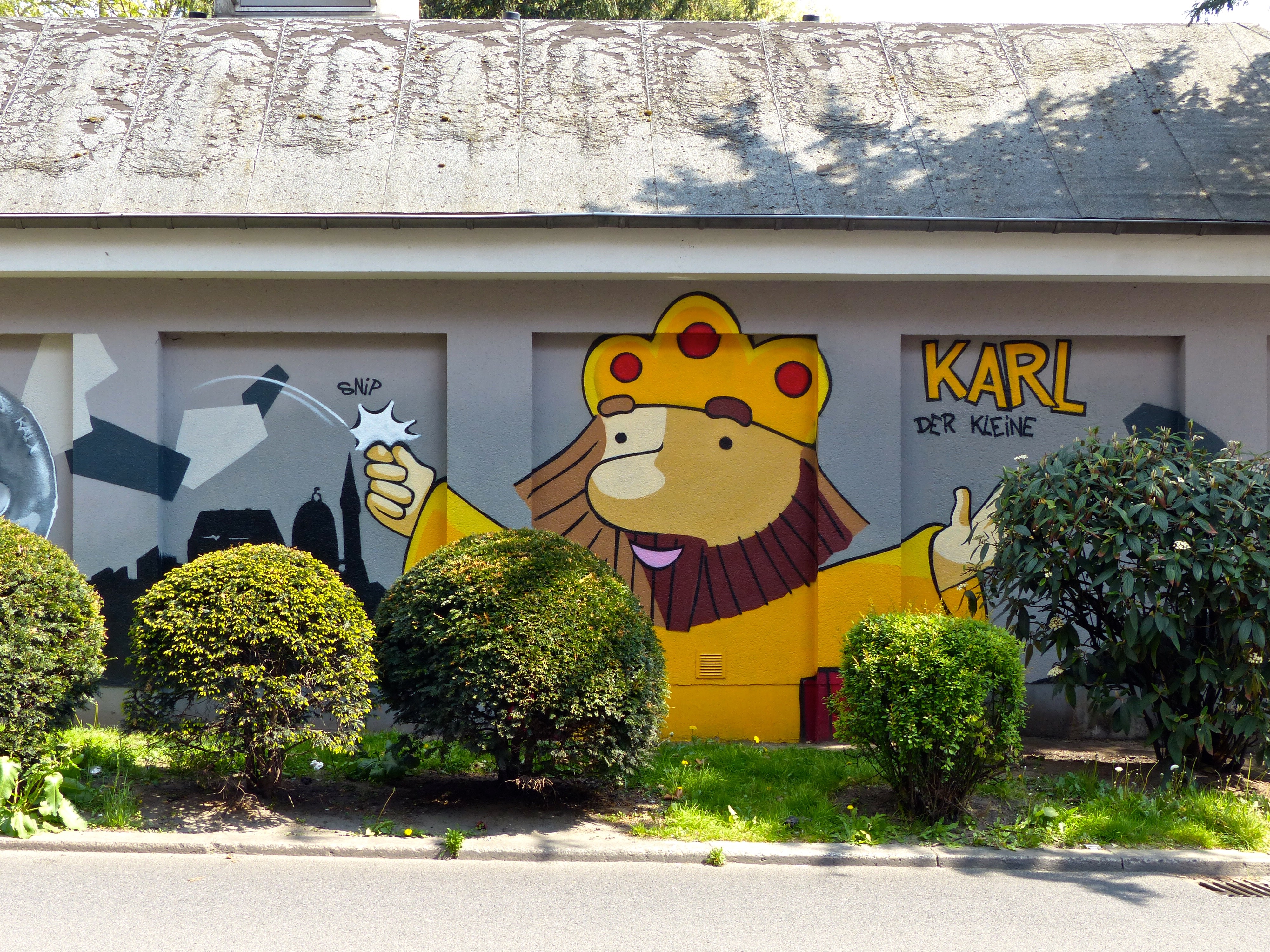
Karl der Kleine an einem Transformatorenhaus am Blücherplatz in Aachen, Comiciade 2014

Lake13 (bürgerlich: Lars Kesseler; * 13. Oktober 1972 in Herrenberg) ist ein deutscher Designer, Graffiti- und Streetart-Künstler.

## Leben
Lars Kesseler wuchs in Belgien auf und lebt heute in Vaals in den Niederlanden. Seit 1988 ist Lake13 als Graffitikünstler aktiv. „Wir wollen nicht nur die Straßen verschönern, wir wollen mit unserer Kunst die Menschen zum Nachdenken anregen“, ist die Intention einer der Pioniere der Aachener Graffitiszene in der Tradition Klaus Paiers. Anfänglich nur in der illegalen Sprayer-Szene aktiv, arbeitet Lake13, nach einer Verurteilung 1994, heute nur noch legal. Einen besonderen Schwerpunkt seines Wirkens legt Kesseler darauf, Graffiti in die etablierte Kunstszene als Kunstform einzubringen. 
Seine Ausbildung zum Gestaltungstechnischen Assistenten (GTA) beendete Kesseler 1996. 1997 folgte ein Design-Studium an der FH Aachen, welches er 2001 mit Diplom abschloss. Seine Diplom-Arbeit Wild Interior beinhaltete die komplette Umgestaltung eines Restaurants in Vaals mit Graffiti-Elementen, die Umsetzung erfolgte zunächst als Modell und wurde später am Objekt vor Ort ausgeführt.
2002 eröffnete Kesseler das Atelier LAKE als Anlaufpunkt für Graffitikünstler und Kunstinteressierte. Das Atelier fungiert dabei als Galerie, in welcher regelmäßig Graffitikunst und Streetart ausgestellt und präsentiert werden.
Lars Kesseler aka Lake13 kooperiert eng mit dem Ludwig Forum für Internationale Kunst. Er veranstaltet seit 2004 Künstlerworkshops und unterrichtet als freiberuflicher Kunstdozent an Schulen und Museen sowie der Volkshochschule Aachen.
Seit 2005 verbindet Kesseler die Kunst des Graffiti mit den Digitalen Medien. Das Besondere bei dieser digitalen Kunstform ist, dass der Künstler von Hand gezeichnete Elemente mittels Computer verarbeitet und in Fotografien einarbeitet, wodurch die Übergänge von der Skizze zur Fotografie verschmelzen. Anstelle der Sprühdosen verwendet er dabei Stifte, Computer und Fotokamera als Gestaltungsmittel. 
Im Auftrag des Alemannia Aachen Fanklubs supporters gestaltete Kesseler 2010 einen Teil des neuen Aachener Tivolis mit einem Graffiti-Porträt von Thomas Müller.
In Zusammenarbeit mit der Landesarbeitsgemeinschaft für Kunst+Medien NRW e.V kreierte er 2011 eine Graffitiaktion zum Thema „cry for art“ an einem denkmalgeschützten Hochbunker am Ponttor in Aachen.
Im April 2014 nahm Kesseler an der ersten Comiciade im Ludwig Forum für Internationale Kunst in Aachen teil und gestaltete in diesem Rahmen eine Wand eines Transformatorenhäuschens am Blücherplatz mit einem Graffiti.

## Ausstellungen (Auswahl)
- 2001: Wild Interior, Ambiente/Niederlande und FH Aachen
- 2006: Worldhorseparade, VHS Aachen
- 2007 Open art, Schloss Schönau, Aachen
- 2007 Städtetag, Eurogress Aachen
- 2008: Aachener Kunstroute, Ausstellung in der Galerie 23m² Aachen[9]
- 2008: House of fashion, Stahlwerk Düsseldorf
- 2009/2010: Urban Styles, Ausstellung in Raststätte Aachen[10]
- 2010 Euregio Outdoor, Bendplatz, Aachen
- 2010: euregio art and design, Ausstellung Farbklaix, Aachen[11]
- 2010: Aachener Kunstroute, Ausstellung in der Galerie ICKE3.0, Aachen
- 2011: Supermarkt, 'c/o pop convention Köln
- 2011: Ausstellung in der Galerie Kornelius, Aachen
- 2011: Aachener Kunstroute, Ausstellung in der Galerie ICKE3.0, Aachen[12]
- 2012: Streetart 1978–2012 (eine Zeitreise) Gemeinschaftsausstellung mit den Bildern von Klaus Paier vom 1. März bis 31. Mai 2012, Nell-Breuning-Haus, Herzogenrath.[13]
- 2012 Trinity Slam, St. Nikolaus (Citykirche), Aachen
- 2012 Aachener Kunstroute, Atelier LAKE, Aachen
- 2013 Lange Nacht der Museen, Ludwig Forum, Aachen
- 2013 Aachener Kunstroute, Atelier LAKE, Aachen
- 2013 artists at home and abroad, Broadway-Gallery, New York, USA
- 2014 Kunsttour Maastricht, Timmerfabriek, Maastricht
- 2014 Aachener Kunstroute, Atelier LAKE, Aachen
- 2014 Art meets Karl, Galerie des Kulturwerk Aachen
- 2014 Comiciade, Ludwig Forum, Aachen
- 2015 Kunst tut gut, Aula Carolina, Aachen
- 2015 Kunsttour Maastricht, Sam Decorhal, Maastricht
- 2016 Aachener Kunstroute, Atelier LAKE, Aachen

## Bildergalerie

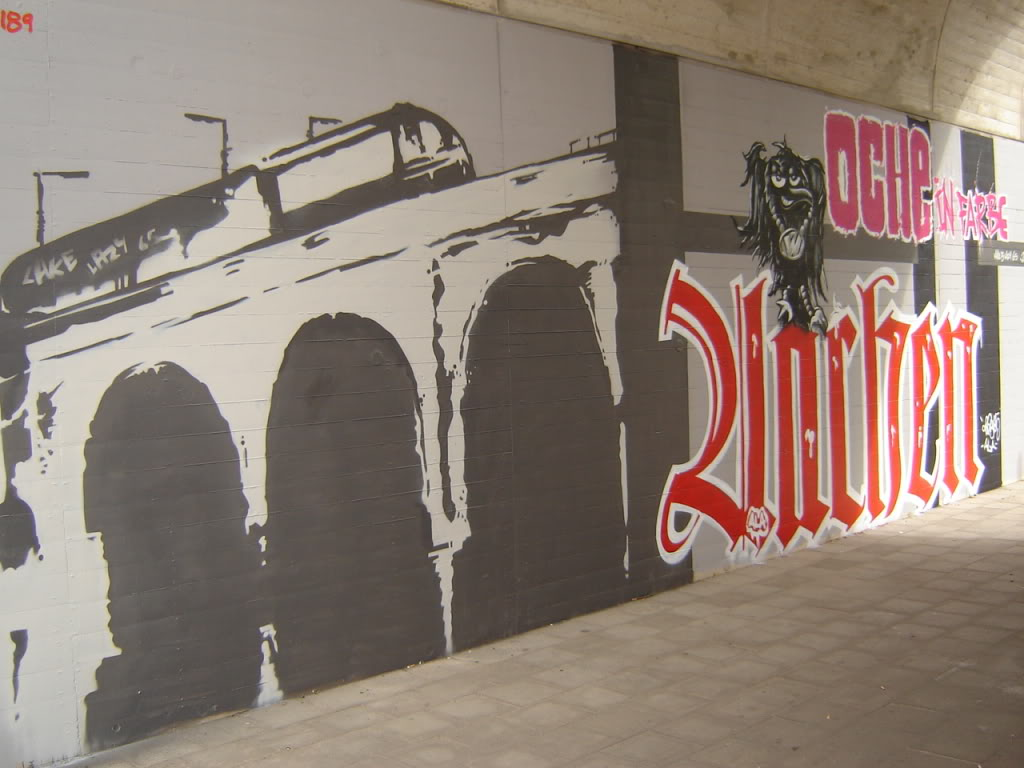
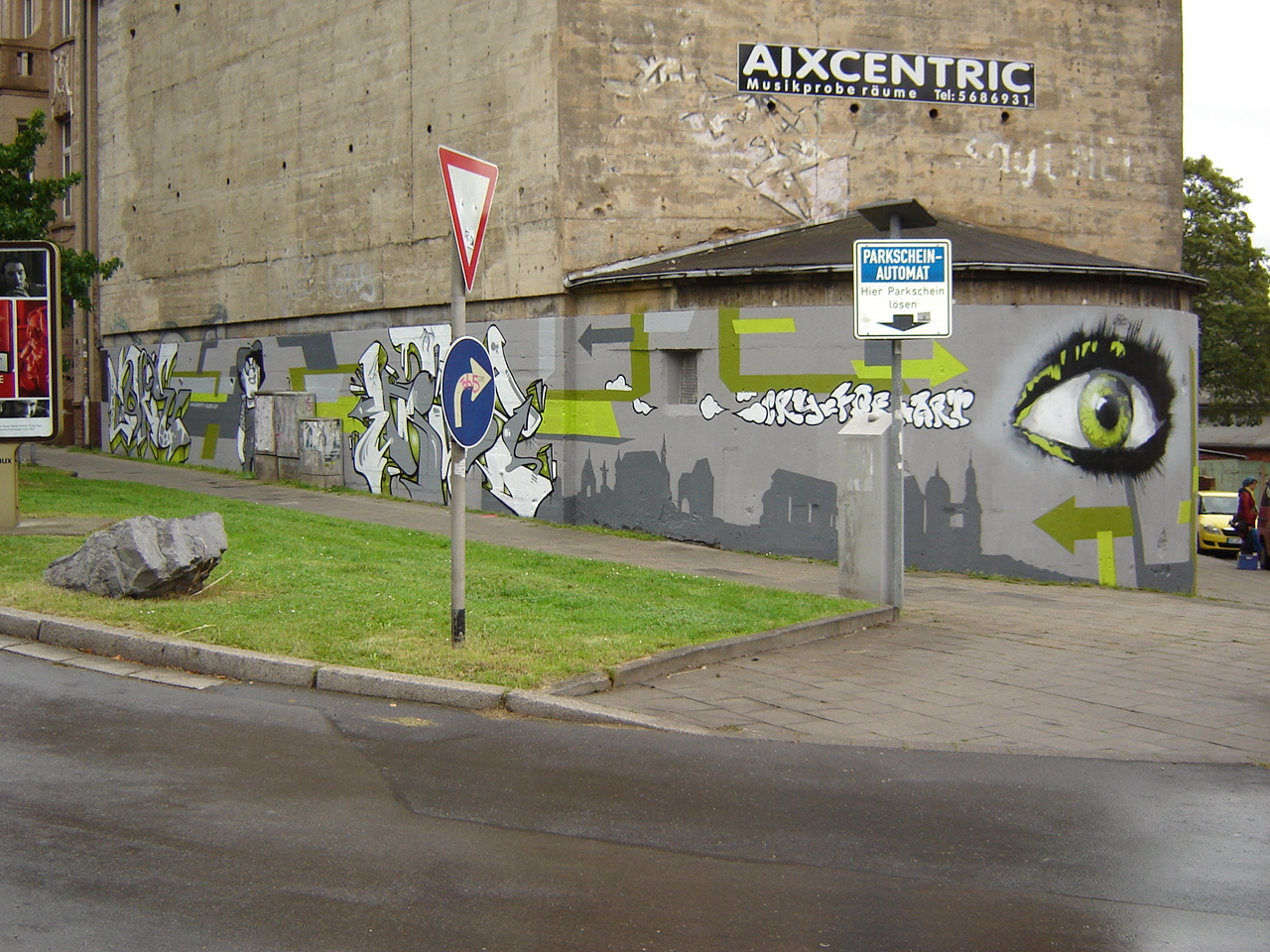
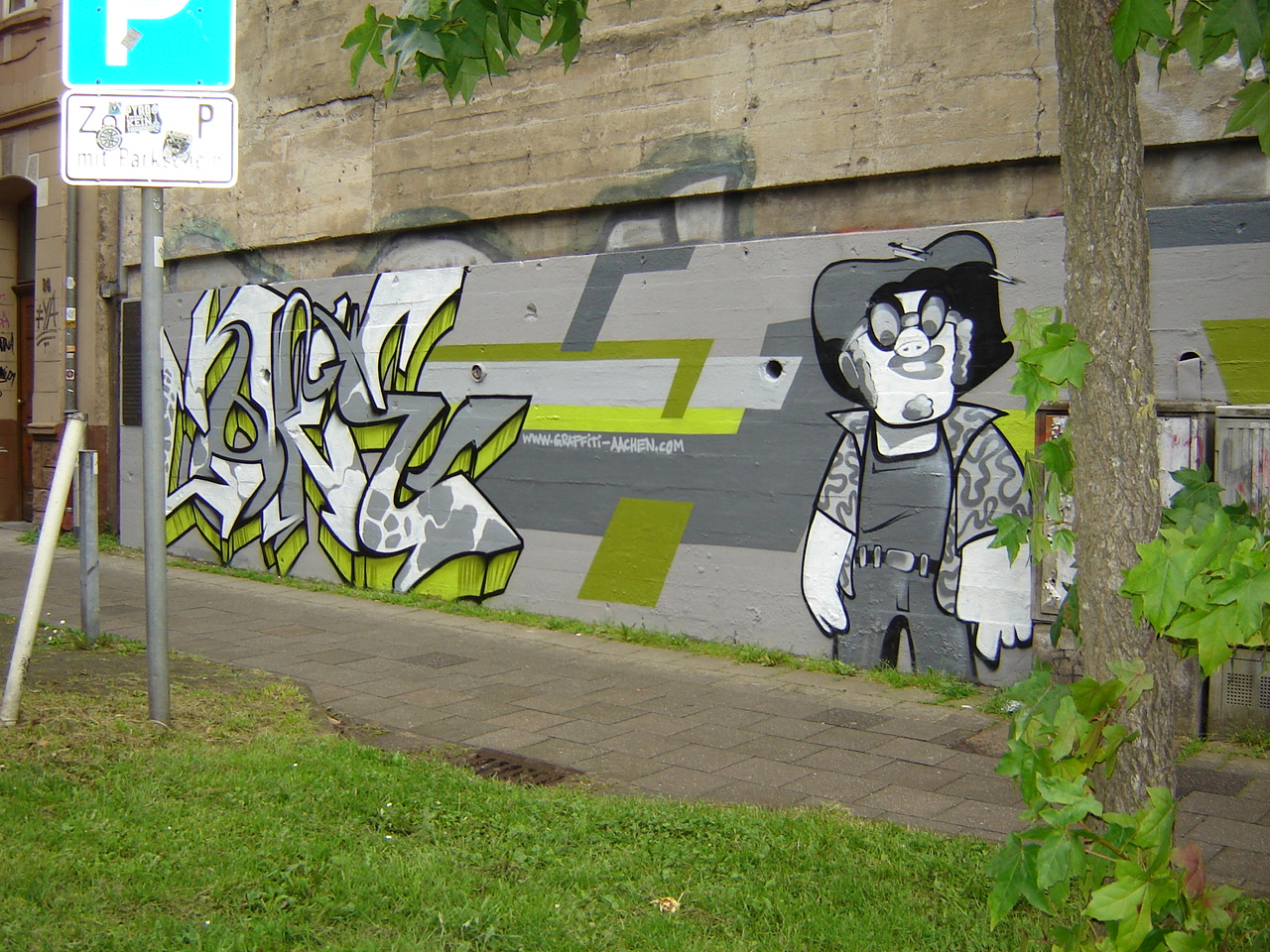
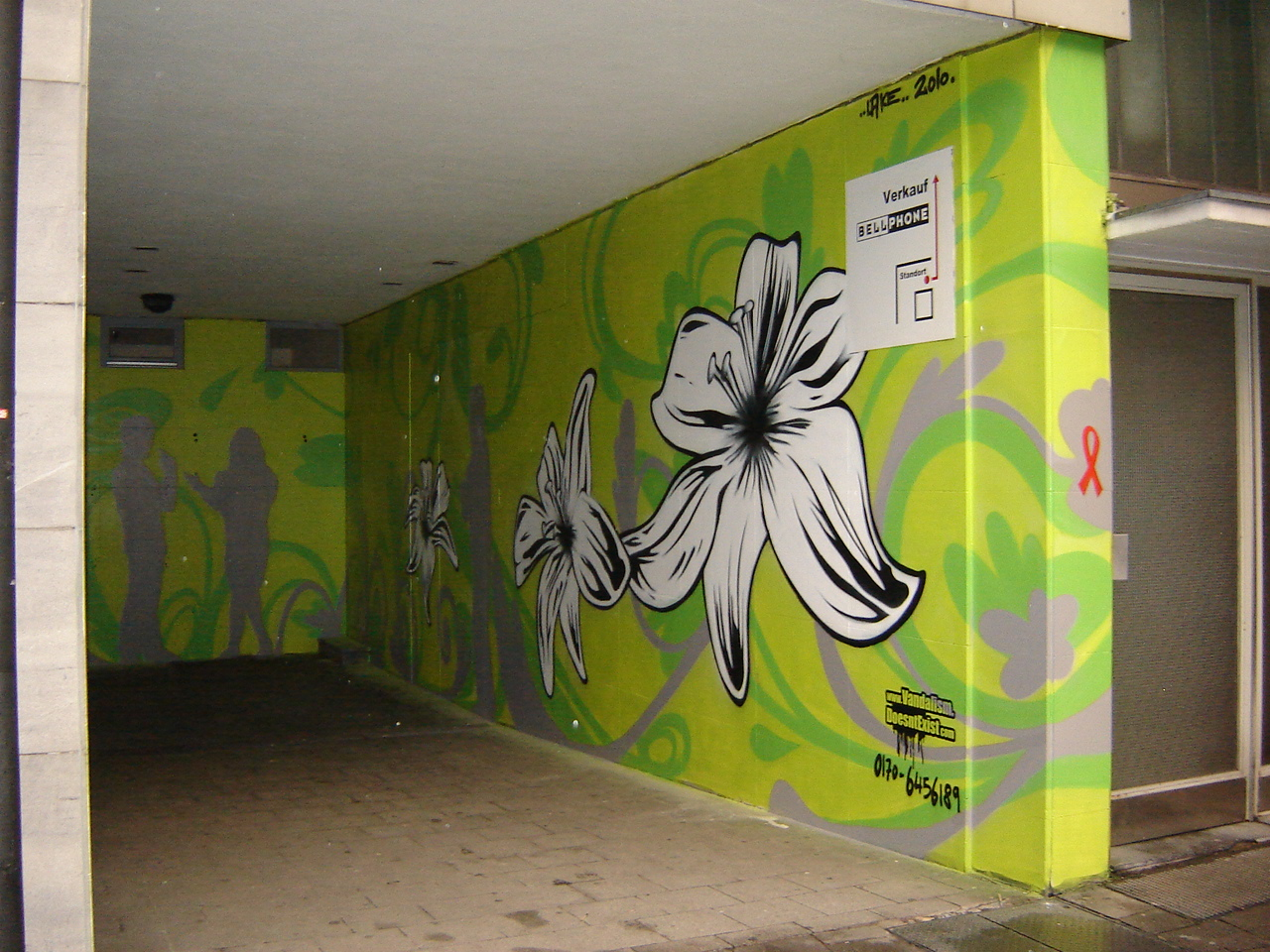
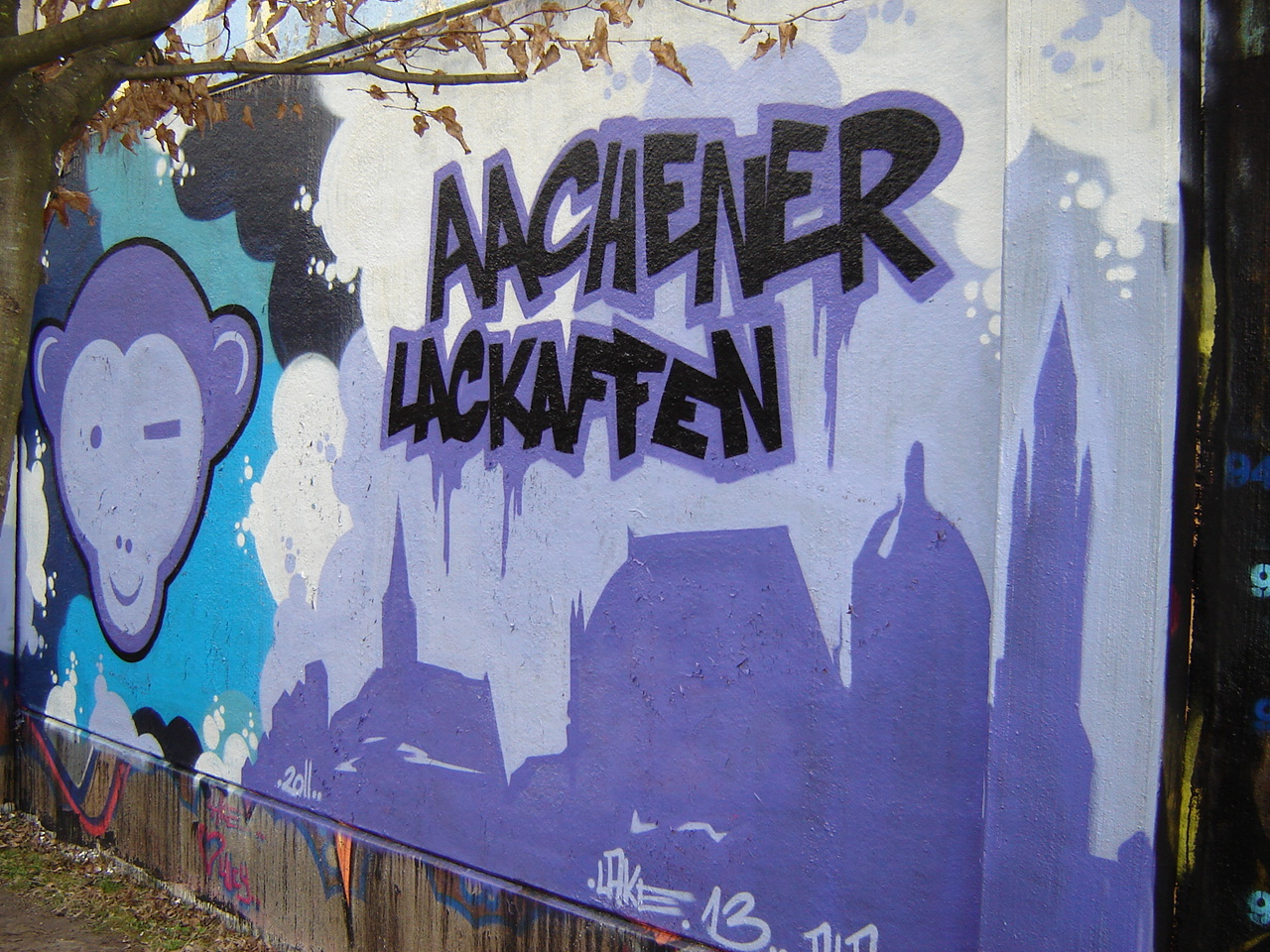
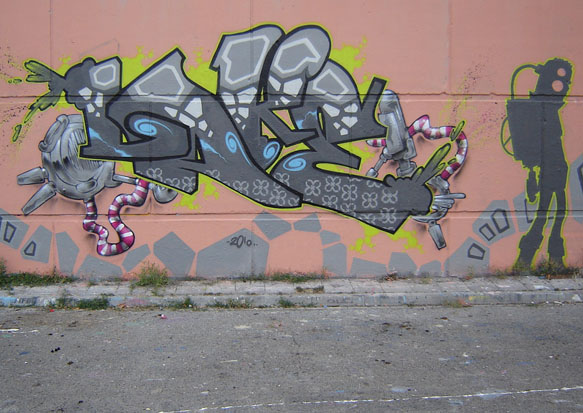
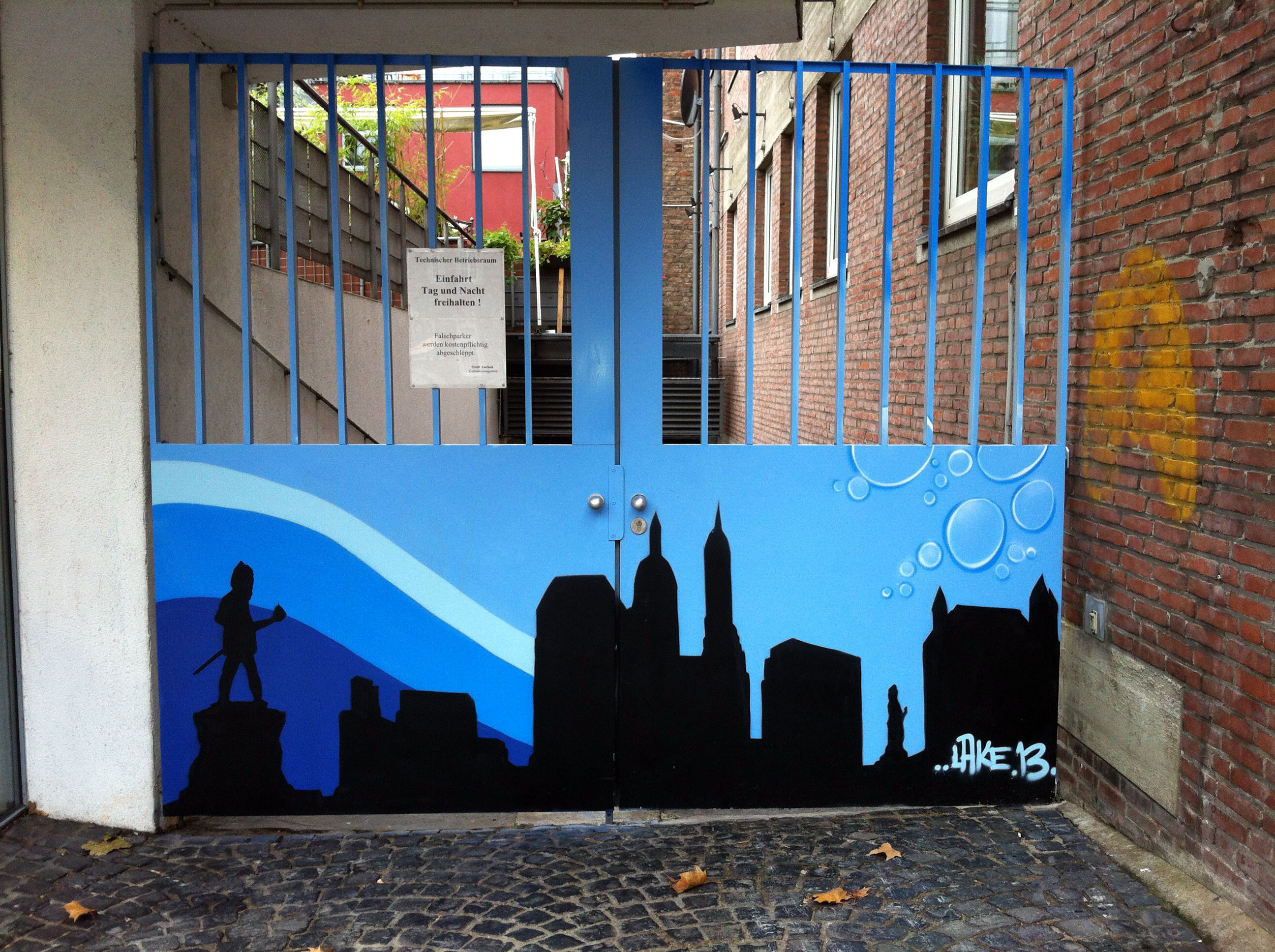
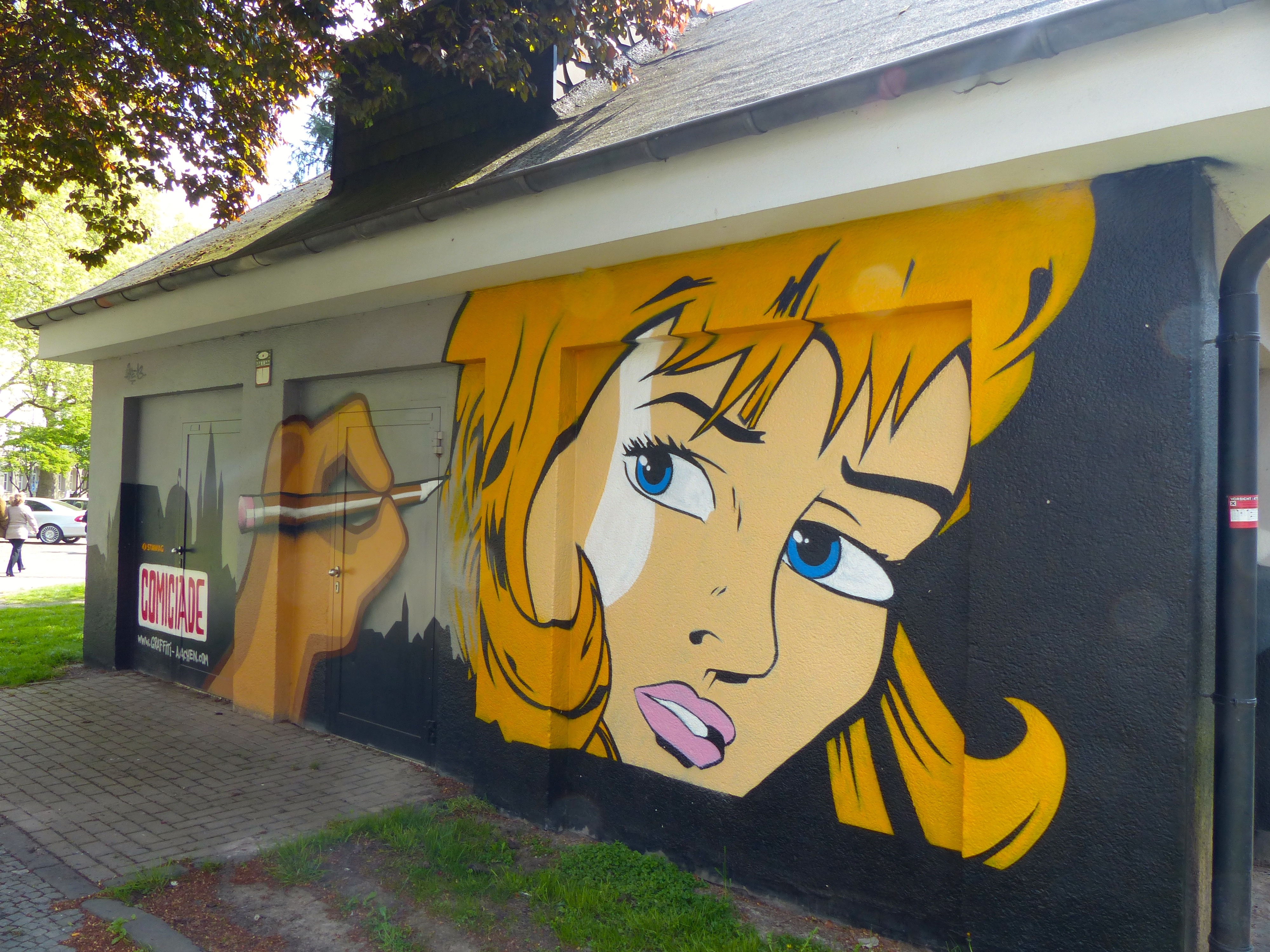
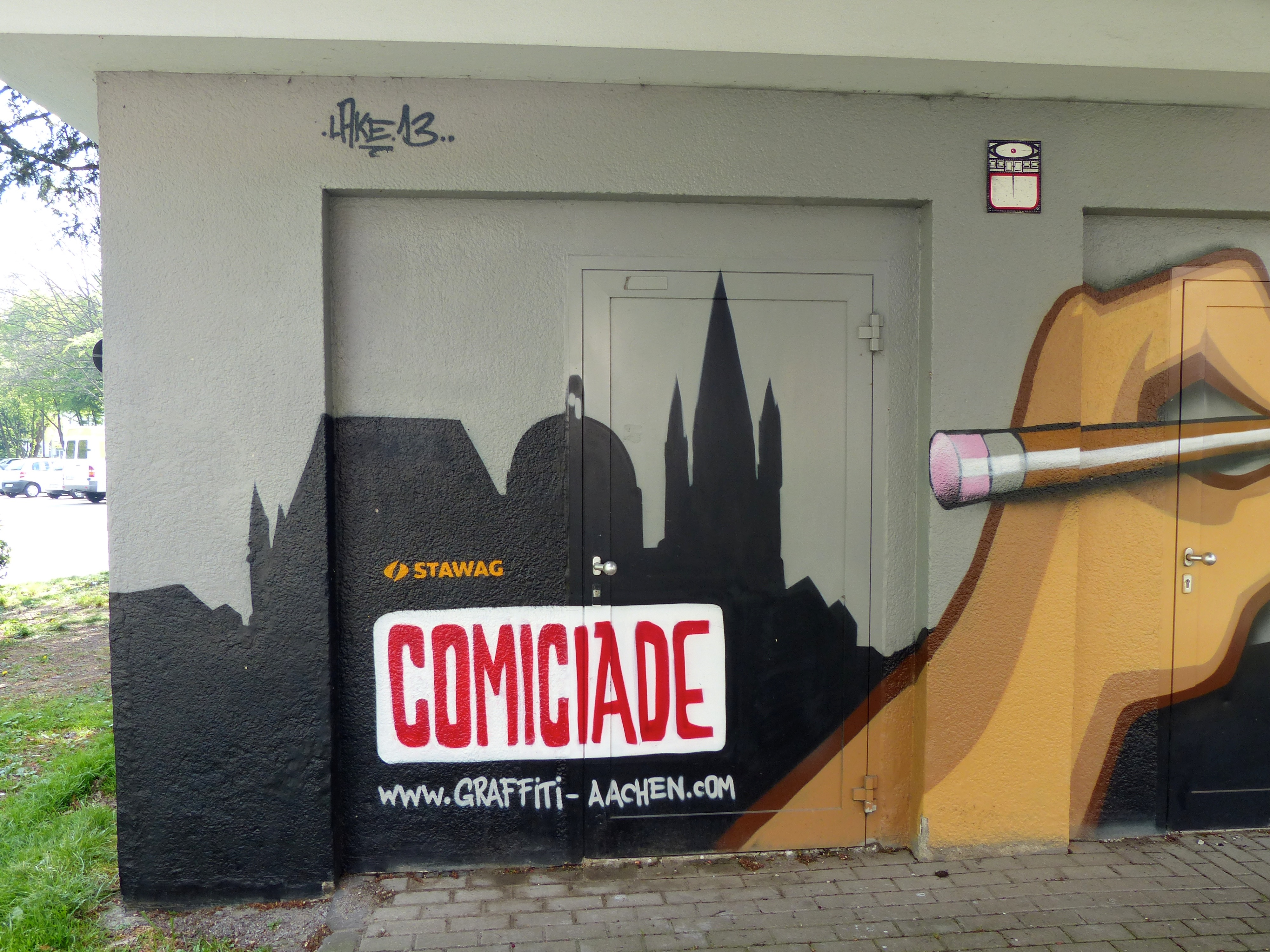
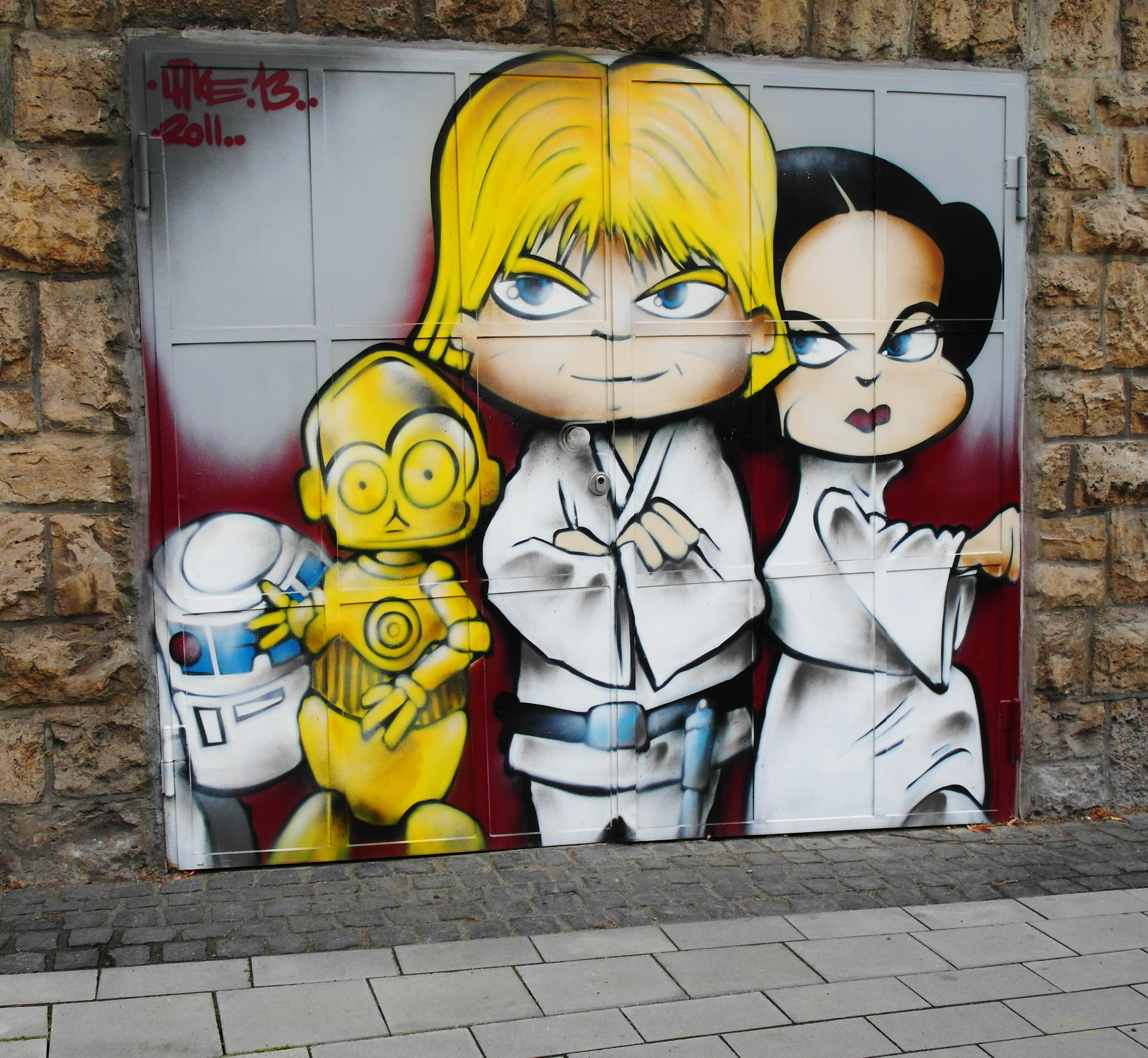

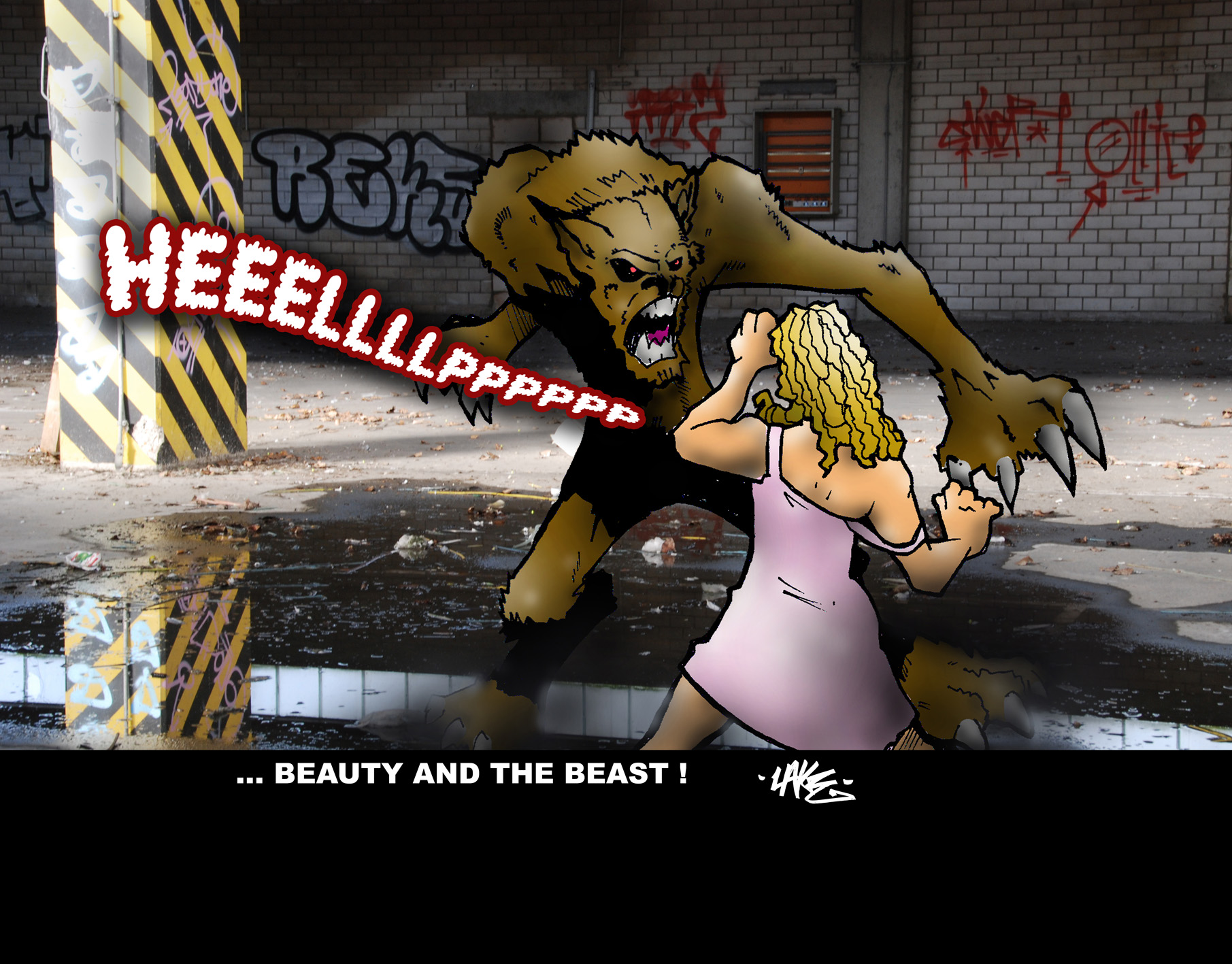
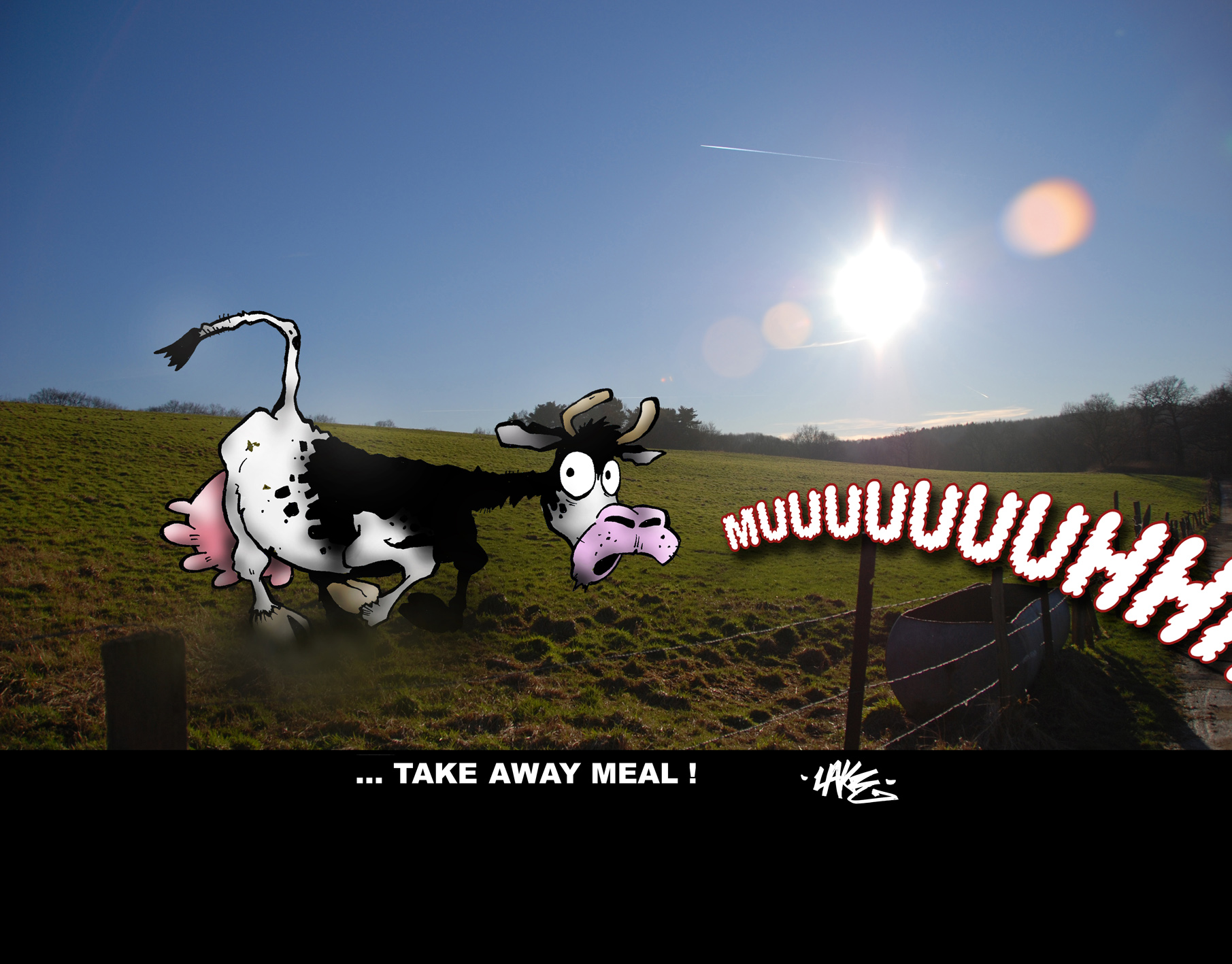
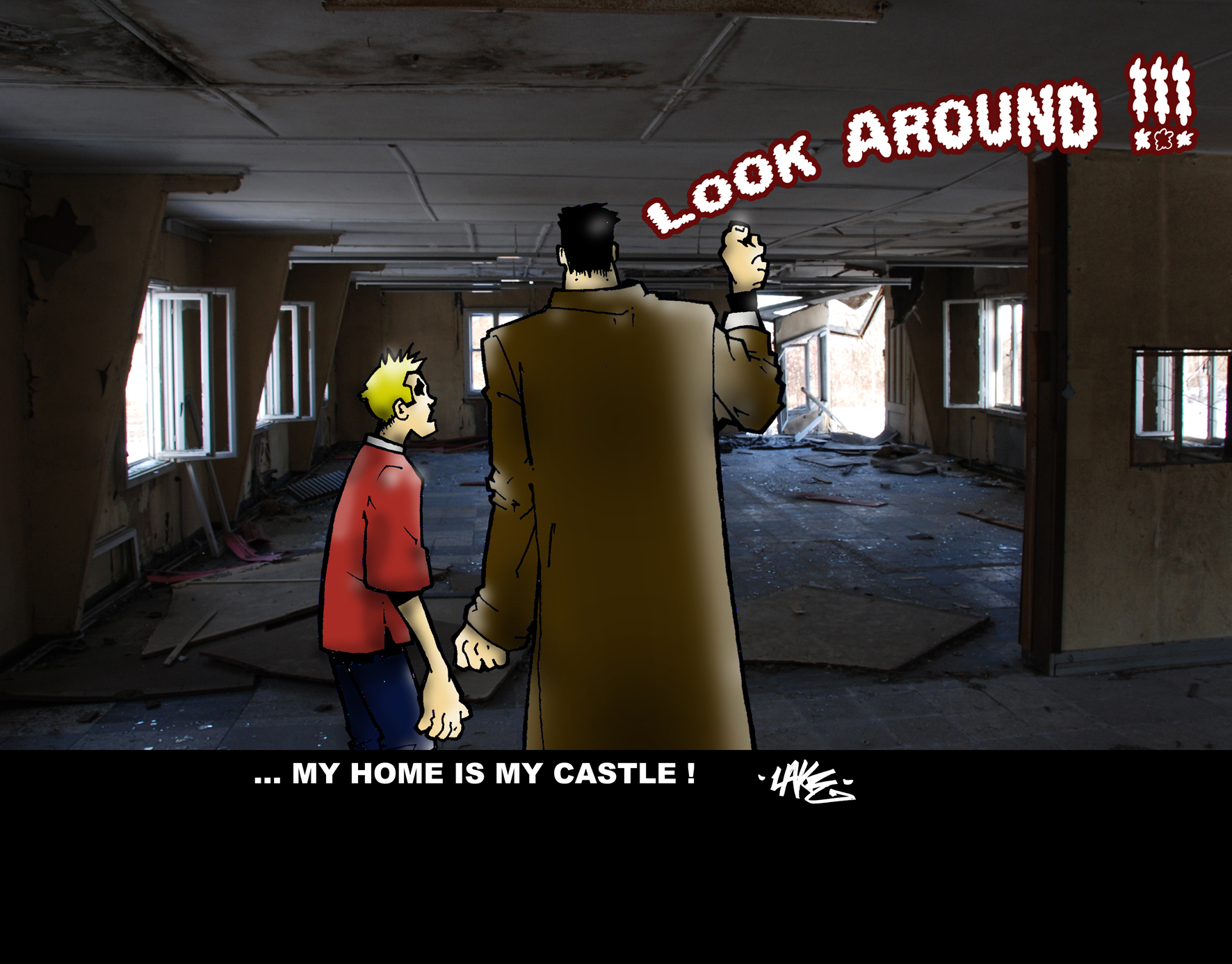

Wandgemälde
Digitale Kunst